# Klaus Thunemann
Klaus Thunemann, född 1937 i Magdeburg, är en berömd tysk fagottist.
Efter studier på Hochschule für Musik i Berlin fortsatte Thunemamm som solofagottist. Han spelade 1962-1978 för NDR:s symfoniorkester som är den mest prominenta orkestern i Hamburg och en av de mest kända Tyska orkestrarna. Han har varit aktiv musiker på Musikhögskolan i Hannover, 1997 blev han professor vid Musikhögskolan Hanns Eisler i Berlin. Medlem i Scharoun Ensemble. Klaus Thunemann har spelat i orkestrar över hela världen och hans musik finns publicerad i ett flertal inspelningar på CD. Han har ofta samarbetat med den berömda oboisten, kompositören och dirigenten Heinz Holliger född i Schweiz. Som yrkesfagottist har Klaus Thunemann spelat alla kända fagottkonserter.